# Victoria Road (Port Talbot)
Il Victoria Road, noto anche come Genquip Stadium per fini di sponsorizzazione, è il terreno di casa del Port Talbot Town a Port Talbot, Galles.

## Storia
Lo stadio ha una capacità di 6.000 posti (1.000 per sedersi). Il record di presenze allo stadio è 2.640, quando il Port Talbot ha sfidato lo Swansea City nella FAW Premier Cup il 15 gennaio 2007. Il massimo di spettatori in campionato fu di 807, in occasione della sfida contro i rivali del Afan Lido il 27 gennaio 2004, però il club ha un grande numero di tifosi, con una presenza media di 207 tra il 1994 e il 2010. Nel tentativo di far venire più persone allo stadio, il 5 gennaio 2013, in occasione della sfida contro il Bala Town, gli spettatori erano stati autorizzati a pagare quando volevano il prezzo del biglietto per entrare.